# مهامايا نجار
مهامايا نجار رمزها «HT» (بالإنجليزية: Mahamaya  Nagar)‏ ، هو تقسيم إداري لدولة الهند تتبع ولاية أتر برديش (بالإنجليزية: Uttar  Pradesh)‏ ، مركزها هو مدينة هاتراس (بالإنجليزية: Hathras)‏ عدد سكانها حسب تعداد سنة 2001 هو 1,333,372 ، مساحتها 1,752 كم² وكثافة السكان 761 لكل كم² .